# 普拉亞奇基塔
普拉亞奇基塔（西班牙語：Playa Chiquita），是巴拿馬的城鎮，位於該國中部，由科隆省的聖伊薩貝爾區負責管轄，面積117.5平方公里，海拔高度1米，2010年人口169，人口密度每平方公里1.4人。